# Bekwarra jezik
Bekwarra jezik (ISO 639-3: bkv; bekworra, ebekwara, yakoro), jezik iz Nigerije, kojim govori oko 100 000 ljudi (1989 SIL) u državi Cross River, u lokalnoj samoupravi Ogoja. Klasificira se cross riverskoj podskupini bendi.
Piše se latiničnim pismom; održavaju se radio programi.

## Vanjske poveznice
- Ethnologue (14th)
- Ethnologue (15th)